# کمرکولی کرسیکایی

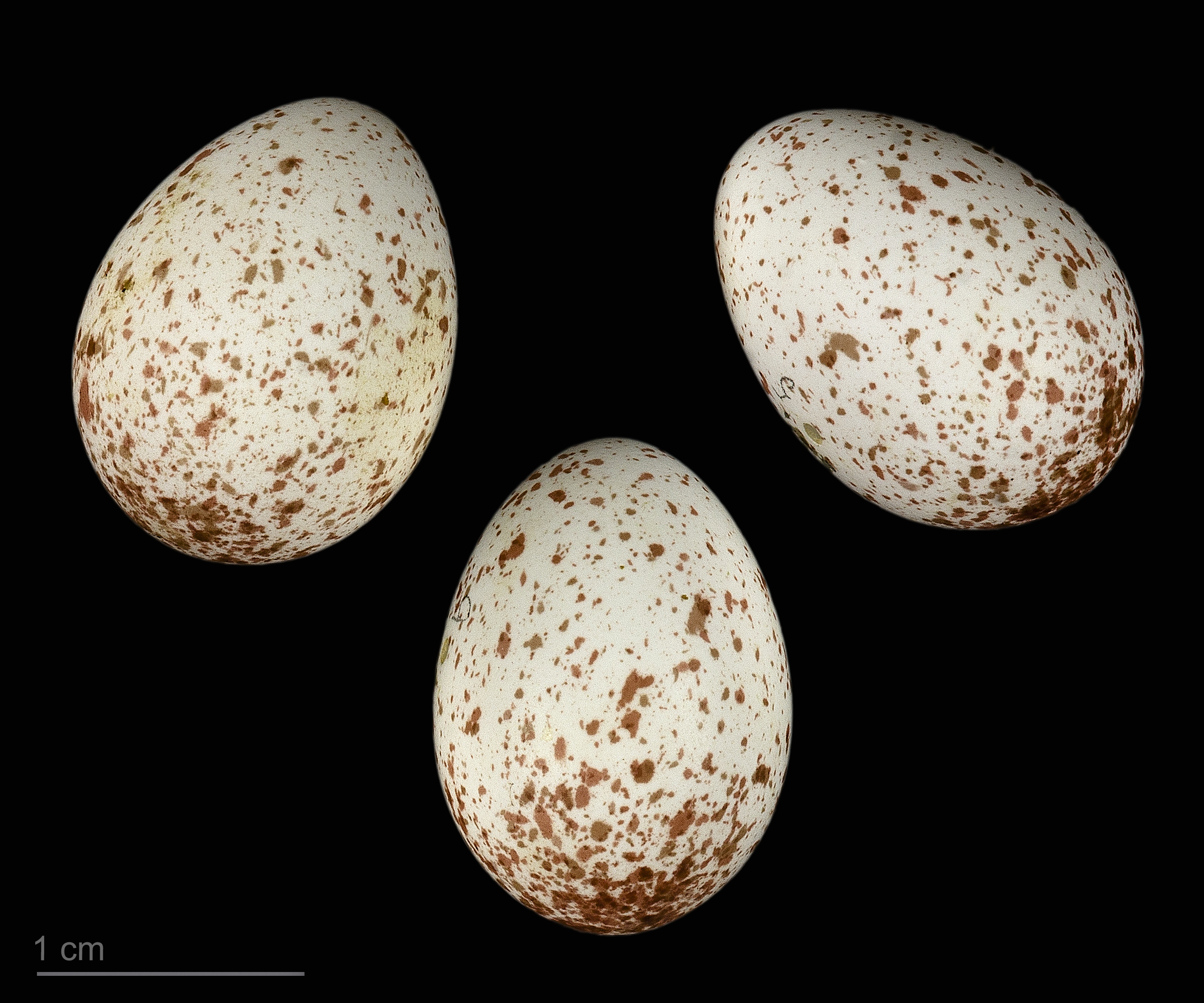
Sitta whiteheadi

کمرکولی کُرسیکایی یا کمرکولی وایت‌هد (نام علمی: Sitta whiteheadi) نام یک گونه از تیره کمرکولی است.